# New Richmond (Québec)
Pour les articles homonymes, voir New Richmond.
New Richmond [nju ʁitʃmənd] est une ville du Québec (Canada), située dans la municipalité régionale de comté de Bonaventure, dans la région administrative de la Gaspésie–Îles-de-la-Madeleine.

## Toponymie
Le nom d'origine anglaise Richmond est lui-même un emprunt au nom français « riche mont ». Il a pu être donné par Alain le Roux au château qu'il fit construire, lorsqu'il reçut de Guillaume le Conquérant des terres dans le Yorkshire à la suite de la bataille de Hastings. Dans ce cas, "riche" pourrait signifier « puissant ». Cependant, il pourrait s'agir d'une transposition du lieu d'origine Richemont, village de Normandie au sens de « mont fertile ».

## Histoire

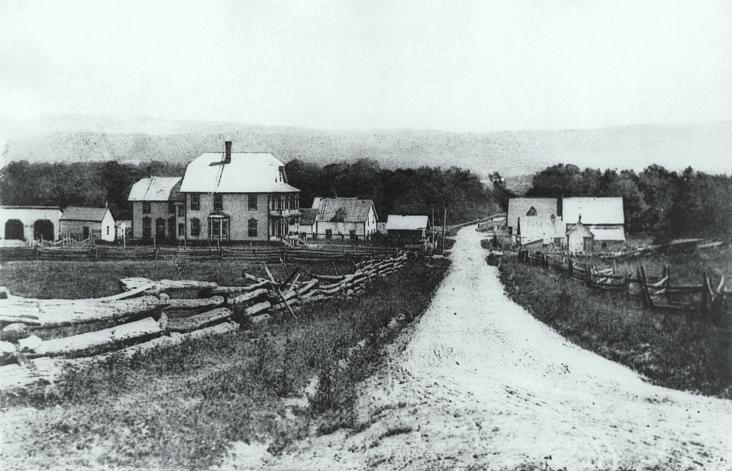
Gare de New Richmond, vers 1910.

New Richmond fut fondée par des loyalistes fuyant les États-Unis après la guerre d'indépendance.
« New Richmond identifie d'abord un canton proclamé en 1842, puis une municipalité de canton érigée en 1845 et rétablie en 1855, laquelle allait obtenir son statut actuel de ville en 1969 ».
La ville a célébré son 150e anniversaire en 2005.

### Fermeture du pont de la Cascapédia
Au printemps 2016, le pont qui traverse la rivière Cascapédia a été lourdement endommagé par les violentes vagues des grandes marées, un des piliers du viaduc menace de s'affaisser.
Pendant les travaux de réparation qui auraient duré plus d'un an, les automobilistes faisaient un détour à partir de la route 299 pour ensuite traverser la petite municipalité de Cascapédia–Saint-Jules avant de reprendre la route 132 de l'autre côté de la rivière à partir de la réserve micmac de Gesgapegiag.
Le pont fut rouvert en juin 2018.

## Géographie
La Petite rivière Cascapédia traverse la municipalité du nord-est au sud de la municipalité où la Rivière à l'Oie conflue.

## Démographie
| 1996  | 2001  | 2006  | 2011  | 2016  | 2021  |
| ----- | ----- | ----- | ----- | ----- | ----- |
| 3 941 | 3 760 | 3 748 | 3 810 | 3 706 | 3 683 |

Au recensement de 2006, on y a dénombré une population de 3 748 habitants. Celle-ci n'a pas changé à la suite de la fermeture de l'usine Smirfit-stone, puisque le recensement de 2011 a dénombré une population de 3 810 habitants.

### Langues
De nos jours, la population compte une majorité de francophones.
| Langue              | Population | Pourcentage (%) |
| ------------------- | ---------- | --------------- |
| Français seulement  | 3 210      | 86,29 %         |
| Anglais seulement   | 480        | 12,9 %          |
| Français et Anglais | 30         | 0,81 %          |
| Autres langues      | 10         | 0,27 %          |

## Administration
Le conseil est constitué du maire et de 6 conseillers
| Mandat      | Fonctions | Nom(s)               |
| ----------- | --------- | -------------------- |
| 2013 - 2017 | Maire     | Éric Dubé            |
| 2013 - 2017 | #1        | Jacques Rivière      |
| 2013 - 2017 | #2        | François Bujold      |
| 2013 - 2017 | #3        | Jean Cormier         |
| 2013 - 2017 | #4        | Jean-Pierre Querry   |
| 2013 - 2017 | #5        | René Leblanc         |
| 2013 - 2017 | #6        | Geneviève Braconnier |

Les élections municipales se font en bloc pour le maire et les six conseillers.
| New Richmond Maires depuis 2002                                                                                      |                |         |          |
| Élection | Maire          | Qualité | Résultat |
| 2002 | Nicole Appleby |         | Voir     |
| 2005 | Nicole Appleby | Voir    |          |
| 2009 | Nicole Appleby | Voir    |          |
| 2013 | Éric Dubé      |         | Voir     |
| 2017 | Éric Dubé      | Voir    |          |
| 2021 | Éric Dubé      | Voir    |          |
| Élection partielle en italique Depuis 2005, les élections sont simultanées dans toutes les municipalités québécoises |                |         |          |

## Attraits

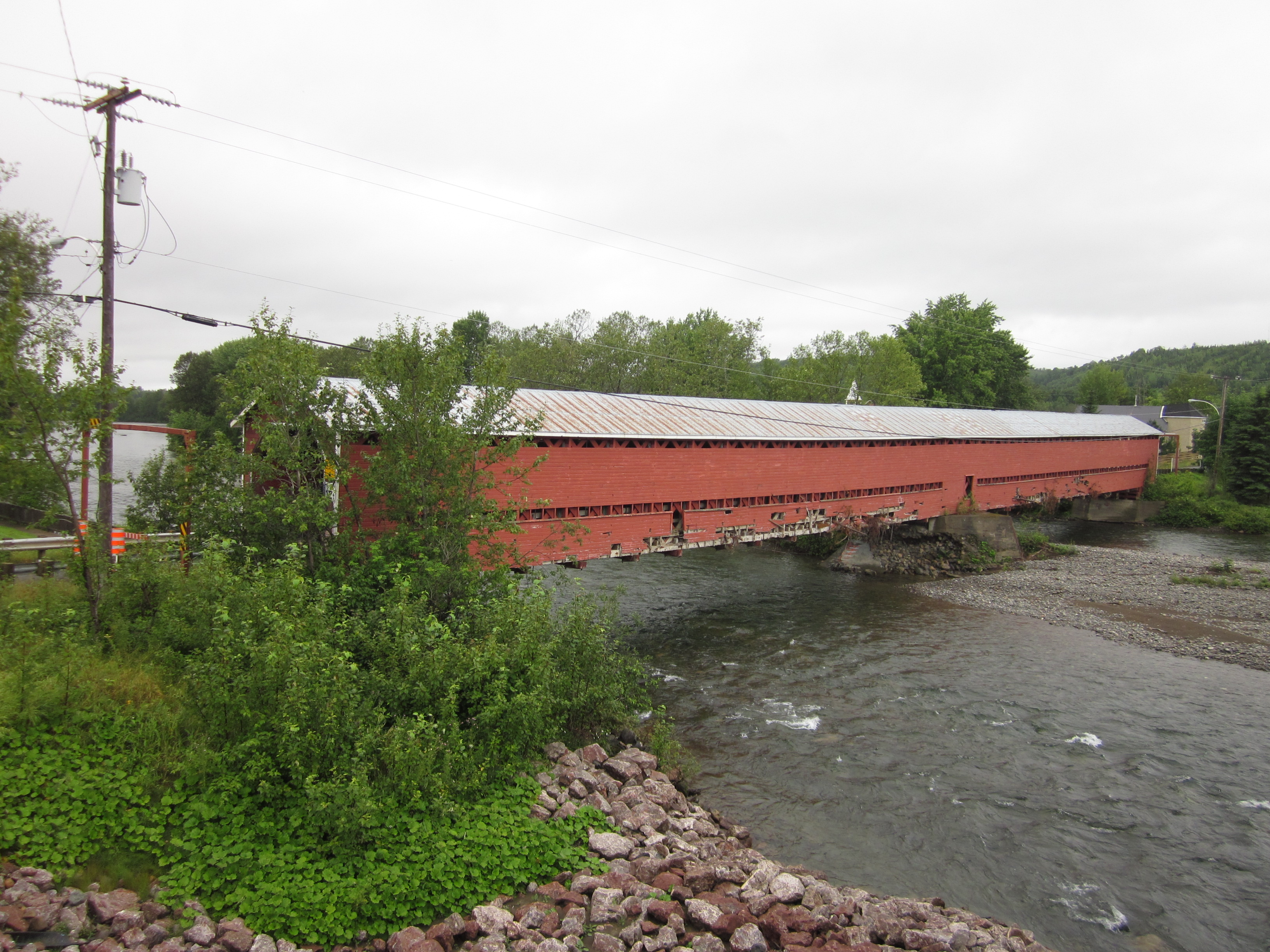
Pont de Saint-Edgar.

L'une des attractions de la ville est le village loyaliste, composé d'habitations de l'époque des loyalistes.[réf. nécessaire]

### Festival d'été de Québec à New Richmond
En 2010, la maire de l'époque Nicole Appleby s'entend avec le festival d'été international de Québec pour présenter un festival d'envergure pour la région. La première édition du Festival d'été de Québec à New Richmond a été présentée à la Pointe Taylor du 22 au 25 juillet 2010 et a accueilli des artistes tels : Simple Plan, Ginette Reno et Kenny Rogers.

## Personnalités

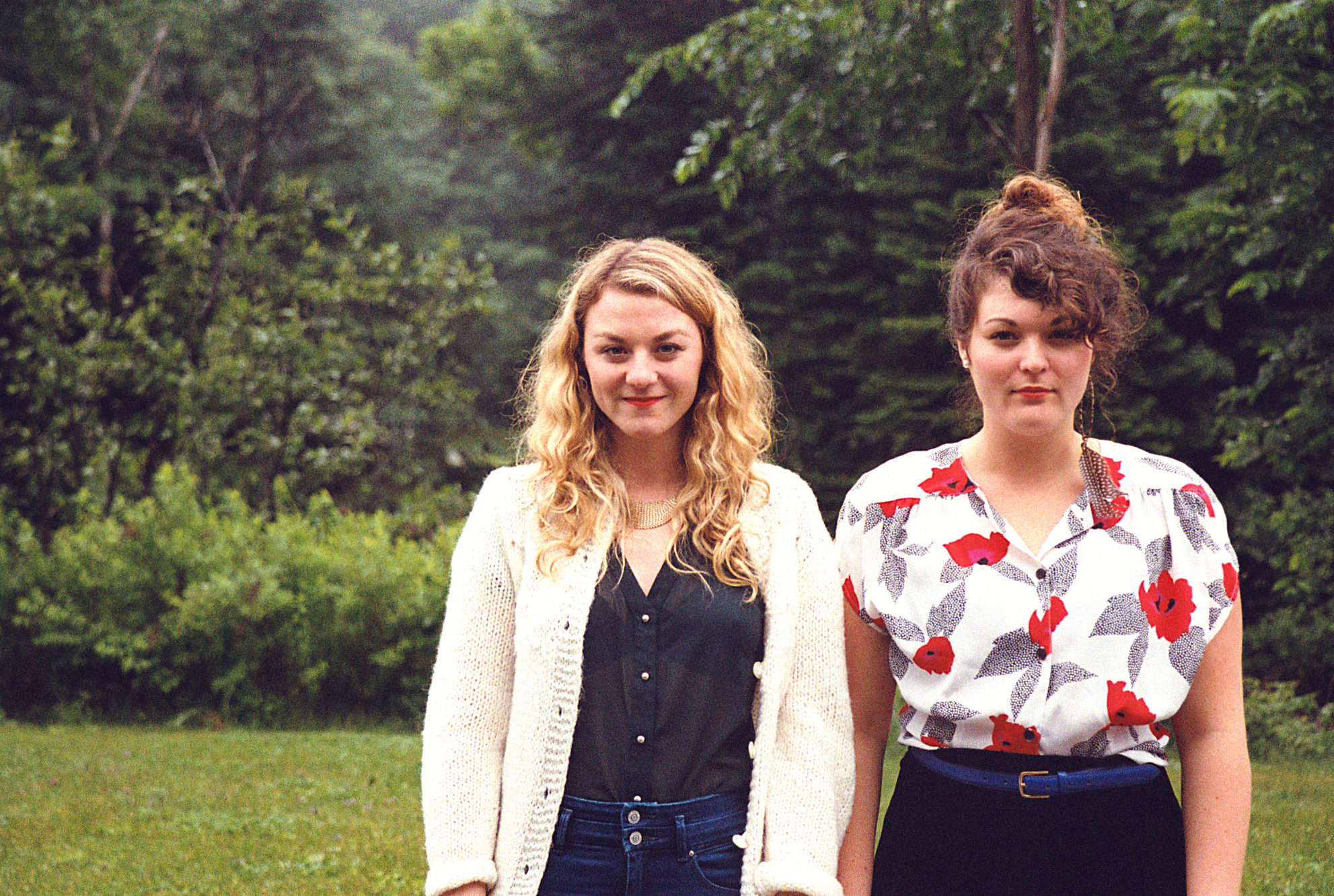
Les sœurs Boulay

- Eric Cormier- Joueur de hockey repêché dans la LNH
- François Bourque- Athlète olympique
- François Miville-Deschênes
- Les sœurs Boulay - Chanteuses récipiendaire du prix Liste des lauréats du prix Félix de la révélation au Gala de l'ADISQ 2013